# Isidor Rayner
Isidor Rayner (Baltimore, 1850. április 11. – Washington, 1912. november 25.) az Amerikai Egyesült Államok szenátora (Maryland, 1905–1912).